# Abavorana
Abavorana – rodzaj płazów bezogonowych z rodziny żabowatych (Ranidae).

## Zasięg występowania
Rodzaj obejmuje gatunki występujące w rozproszonych populacjach na półwyspowej Tajlandii, w Malezji oraz na Sumatrze i Borneo.

## Systematyka
Rodzaj zdefiniował w 2015 roku amerykańsko-brytyjski zespół herpetologów (Amerykanie Lauren A. Oliver, Elizabeth Prendini i Fred Kraus oraz Brytyjczyk Raxworthy) w artykule poświęconym systematyce i biogeografii żab z rodzaju Hylarana z tropikalnej Australii, Azji Południowo-Wschodniej i Afryki, opublikowanym w czasopiśmie Molecular Phylogenetics and Evolution. Gatunkiem typowym jest (oryginalne oznaczenie (również monotypowe)) żaba zebronoga (A. luctuosa).

### Etymologia
Abavorana: łac. przedrostek ob- ‘przed, przeciw’; avus ‘dziadek’; rana ‘żaba’.

### Podział systematyczny
Do rodzaju należą następujące gatunki:
- Abavorana decorata (Mocquard, 1890)
- Abavorana luctuosa (Peters, 1871) – żaba zebronoga[3]
- Abavorana nazgul Quah, Anuar, Grismer, Wood Jr., Azizah & Muin, 2017